# ROAD TO NINJA -NARUTO THE MOVIE-
『ROAD TO NINJA -NARUTO THE MOVIE-』（ロード・トゥ・ニンジャ ナルト・ザ・ムービー）は、2012年7月28日に公開された日本のアニメ映画。漫画『NARUTO -ナルト-』を原作としたテレビアニメの劇場版第9作。興行収入14.8億円。
キャッチコピーは「原作者岸本斉史が自ら描く劇場版最高傑作!!」「仲間と家族、この任務に命をかける」。

## 概要
テレビアニメ化10周年を迎えた『NARUTO -ナルト-』劇場版シリーズ第9弾で、「僕にしか描けないNARUTO映画です」と原作者である岸本斉史が企画からストーリー、キャラクターデザインを手がけた劇場版完全新作ストーリーとなっている。監督はテレビアニメも手がけている伊達勇登。
入場者特典として全国先着150万名限定でDVDをプレゼント。
全国262スクリーンで公開され、2012年7月28、29日の初日2日間で興収3億208万500円、動員25万4,025人になり映画観客動員ランキング（興行通信社調べ）で初登場第3位となった。
監督の伊達曰く、成長を描くため、序盤のナルト、サクラの性格は第7班結成時に戻したと語っている。

## ストーリー
木ノ葉の里に、死んだはずの“暁”メンバーたちが襲来してきた。ナルト達は撃退し、家族たちが暖かく迎える。ただ一人、天涯孤独の身であるナルトを除いて･･･。
そんなナルトと、些細な親子喧嘩で家を飛び出してきたサクラの前に“うちはマダラ”が現れ、恐るべき瞳術を発動させる。ふと気がつくと仮面の男は消え去り平穏な木ノ葉の里が帰ってきたが、そこに住む人々は何かがおかしい。さらにナルトの元には、本来この世にいるはずのない両親がいた･･･。

## 登場人物

### 現実世界
うずまきナルト
声 - 竹内順子
本作の主人公。九尾の人柱力。マダラが作り出した限定月読の世界に飛ばされ、里の英雄の息子ではないメンマとして生活することになる。そこで四代目火影とならず生きていた両親、ミナトとクシナに出会う。当初は月読世界に否定的な余り、両親に対しても偽物と拒絶していたが、親の愛情に触れて以降、本当の世界に帰るべきなのか苦悩する。しかし突然仮面の男（黒ナルト）によって木ノ葉隠れが壊滅状態に陥り、家族・里・仲間を守るため、仮面の男に立ち向かう。
九尾の妖狐
声 - 玄田哲章
ナルトに封印されている魔獣。仮面の男の意図に気付き一時ナルトに協力する。

春野サクラ
声 - 中村千絵
自分に構いすぎる両親を疎み悶々とする中、ナルトと共に居合わせたことで同様に限定月読の世界に飛ばされる。そこでは父親が四代目火影になっていて、ナルトと立場が逆になっている。当初は両親がおらず英雄視される生活を楽しんでいたものの、やがて両親の居ない生活にナルトが感じていた寂しさを感じることになる。
うみのイルカ
声 - 関俊彦
忍者学校の教師。ナルトの一番の理解者。序盤で自分だけ両親がいないことに苛立っていたナルトと口論になる。
うちはマダラ（仮面）
声 - 内田直哉
伝説の忍・うちはマダラを名乗る、暁を裏から操っている真のボス。冒頭で限定月読をナルトとサクラにかけ、家族がいる喜びに浸るナルトから九尾を奪おうと目論む。自身は精神体で干渉し、仮面の男と手を組み情報を提供するも、彼の敗北に伴い、乗り移ることで実体を得て実力行使に出る。
ゼツ
声 - 飛田展男
草隠れの抜け忍。非常に人間離れした外見をしている。冒頭では白ゼツ達を死んだ暁メンバーに化けさせてナルト達にけしかけ、隙を突いてナルトに「限定月読」発動のための術式を刻む。
テンテン
声 - 田村ゆかり
忍具使い。本作をリメイクした疾風伝オリジナルストーリー『ROAD TO TENTEN』に登場。疾風伝では原作で1コマしか描かれなかったテンテンの夢の世界を大幅に拡大化され主役を務めている。幻術をかけられたことに気づき解術しようと四苦八苦するが、夢の中の世界で起こった事件に巻き込まれる内にその目的を忘れてしまい、無限月読に嵌っていく様子が描かれている。
秋道チョウザ
声 - 福田信昭
チョウジの父。
山中いのいち
声 - 中村大樹
いのの父親。
犬塚ツメ
声 - 藤生聖子
キバの母親。

### 限定世界
大半のメンバーは『ROAD TO TENTEN』でも同様の設定で登場しており、夕日紅、半蔵は『ROAD TO TENTEN』にのみ登場している。
春野サクラ
声 - 中村千絵
月読世界のサクラは映画には登場しないが、テレビアニメには登場している。姿は瓜二つであるものの、父親の形見の桜の花弁を象ったペンダントを身につけている。性格はあまり大差ないがドラマCDによると、現実世界のサクラとは違い、自分を口説こうとする月読世界のサスケを「チャラスケ」と呼んで嫌っている様子。第491話では記憶喪失の状態で空から降ってきたが、記憶を取り戻し自分が別の世界から来た人間であることを知ると消えていった。
『ROAD TO TENTEN』の無限月読の世界ではメンマ（ナルト）に好意を持っている。また、ドラマCD同様、サスケを嫌っている。
うちはサスケ
声 - 杉山紀彰
限定月読の世界では里に留まっており対立もしていない。一見他のメンバーと違い性格が変わっていないように見えていたが、女性を甘い文句で口説くチャラ男になっていた。服装はラフで、家紋を象ったペンダントを着用。ドラマCDによると、こちらの世界でも写輪眼を持っており、「サスケギャルズ」という取り巻きがいる。
『ROAD TO TENTEN』でもチャラ男として登場。写輪眼を持っているかは不明だが、半蔵との決戦では戦っていない。
サイ
声 - 日野聡
月読世界ではカカシ班に所属している描写はなく、デッサンの服を着ている。表情豊かにペイントで絵を描いているが、下手である。
はたけカカシ
声 - 井上和彦
ナルト達の教官。月読世界ではガイと立場が逆の熱血教官となっており、張り切って戦闘前から写輪眼を出しっぱなしで、肝心の時にバテて戦力外になる。

#### ナルトの両親
波風ミナト
声 - 森川智之
ナルトの父親。月読世界では火影にならず生存しており、うずまきメンマの父親で一介の忍者として活動している。本人は「たいした忍じゃない」と述べているが、自来也との師弟関係は健在であり、自来也が最後に施した封印術も「僕と自来也先生くらいにしか解けない」述べるなど能力そのものには変化が見られないが、忍の使命より家族を優先するなど、覚悟においては、他の住人同様、本編とは正反対の存在になっている。
『ROAD TO TENTEN』でも存在が語られているが、本人は登場していない。
うずまきクシナ
声 - 篠原恵美
ナルトの母親。月読世界では九尾の人柱力ではなく生存しており、うずまきメンマの母親として怖いところもありながら優しい母親。ミナト同様の違いがある。

#### サクラの両親
春野メブキ
声 -  伊倉一恵
サクラの母親。気が非常に強い。現実世界ではサクラと口喧嘩になった後に家を出ていったときに心配してキザシと共にサクラを探すなど優しい面もある。月読世界ではキザシ同様戦死している。
春野キザシ
声 - 松本保典
サクラの父親。いつもオヤジギャグを言う。現実世界では上忍より下のランクであることが明かされている普通の忍。
月読世界では四代目火影であり、里の英雄として戦死している。そのため、月読世界のサクラは形見としてキザシのペンダントを持っている。今作でナルトが纏う四代目火影の装束はサクラが持ち出した彼のものであり、ナルトが現実世界への帰還を決めるきっかけとなる。
『ROAD TO TENTEN』でも四代目火影は彼となっているが、テンテンは現実世界でキザシと面識がないため「知らない人」と呼ばれた。

#### アスマ班
奈良シカマル
声 - 森久保祥太郎
月読世界では簡単な計算（1500円を3人で割るといくらになるか）もできないアホかつ食いしん坊であり、チョウジと立場が逆になっている。
月読世界と現実世界の外見の主な相違点は、髪型が手裏剣のような形になっているという点。
山中いの
声 - 柚木涼香
月読世界では、仲間を「君」及び「ちゃん」付けする控えめな性格になっている。ドラマCDではメンマのことで暴走する月読世界のヒナタのストッパー的存在になっており、月読世界のサクラとメンマが結ばれることを希望している様子。
月読世界と現実世界の外見の主な相違点は、髪型と露出度の低い服装。
秋道チョウジ
声 - 伊藤健太郎
月読世界では小食で、シカマルのフォロー役になっており、シカマルと立場が逆になっている。
月読世界と現実世界の外見の主な相違点は、痩せている点、頬の模様が渦巻きから角ばった形に変わっている点と、胸当ての「食」という字が「職」という字に変わっている点。

#### 紅班
日向ヒナタ
声 - 水樹奈々
月読世界では気が強く、短気でワイルドな性格かつ毒舌。ナルト（メンマ）が好きな点は変わらないが、非常に嫉妬深く、その好意を堂々と表現するようになっている。サクラがメンマのことを狙っていると思っているようで、夜中にナルトと会っていたサクラを「（メンマに）手出したらぶっ殺す」と恫喝している（ドラマCDでは月読世界のサスケとサクラをくっつけようと企てている）。また、月読世界のネジのことは「ネジ兄」と呼んでいる。
月読世界と現実世界の外見の主な相違点は、露出度の高い服装と、口紅をつけている点。『ROAD TO TENTEN』では現実世界のヒナタが未習得である八卦掌回天を使用している。
犬塚キバ
声 - 鳥海浩輔
月読世界では性格は基本的に変わっていないが、猫好きで犬嫌いになっている。そのせいで、赤丸と仲が悪くなっていて、赤丸も凶暴になっている（隙あらば噛みつこうとするなど）。
月読世界と現実世界の外見の主な相違点は、頬の模様。
油女シノ
声 - 川田紳司
月読世界でも、性格の変化はない。ただし、無視と虫が嫌いになっており、虫が寄ると殺虫剤を噴霧する。
ナルトによると心（小説版では人の器）も股間も小さいらしい。『ROAD TO SAKURA』における月読世界のサクラの記憶では、大量の食虫植物を飼っているようである。
夕日紅
声 - 落合るみ
『ROAD TO TENTEN』に登場。無限月読の世界では幻術は使えないことになっているが、興味だけはあり自宅に大量のオカルトや幻術関連の本を持っている。

#### ガイ班
ロック・リー
声 - 増川洋一
月読世界では表面上の性格も外見も変わってないように見えるが、テンテンの下着を盗んで着用するという変態行動に出ている。没設定に趣味として女装がある。
『ROAD TO TENTEN』では原作の1コマ同様、クールに徹しようとする性格になっている。
日向ネジ
声 - 遠近孝一
月読世界では顔の緩みきったかなりのスケベになっており、白眼で透視をしている。女湯の覗きの常習犯らしく、覗いてはヒナタに制裁されるのが日常と化している。
『ROAD TO TENTEN』でも同様にテンテンの下着を見るなどスケベな性格となっているが、言及を受けると「（白眼の）鍛錬」と言い張る。
テンテン
声 - 田村ゆかり
月読世界では忍具使いでありながら忍具の扱いが下手で、生傷が絶えないことになっており、忍具を使う様子こそ描かれないが入浴中に痛がっている。
月読世界と現実世界の外見の主な相違点は、顔に絆創膏、服装は変わらないが当て縫いだらけであるという点。
マイト・ガイ
声 - 江原正士
月読世界では年齢に勝てずネガティヴで弱腰になっており、カカシと立場が逆になっている。
『ROAD TO TENTEN』では原作の1コマ同様、クールに徹しようとする性格になっている。彼の口から「第三次忍界大戦は終わったはず」という台詞があるため、こちらの世界でも第三次忍界大戦はあったことがうかがえるが、第四次忍界大戦については誰も触れていない。

#### 暁
月読世界では、マダラとゼツがおらず、本来の戦場請負い集団を生業としている。終盤に綱手の要請で参戦し、ナルトを援護する。
うちはイタチ
声 - 石川英郎
木ノ葉隠れの抜け忍でサスケの兄。最終決戦時には黒ナルトに捕らわれたサクラを助けていた。
デイダラ
声 - 川本克彦
岩隠れの抜け忍。爆発の事を芸術と呼び、起爆粘土という爆弾を扱う。
最終決戦時には、攻撃で生じた光の柱をアートと言っている。
干柿鬼鮫
声 - 檀臣幸
霧隠れの抜け忍。サメのような顔立ちで、大刀「鮫肌」を扱う。
飛段
声 - てらそままさき
湯隠れの抜け忍。ジャシン教信者。不死身の肉体をもつ。
角都
声 - 土師孝也
滝隠れの抜け忍。禁術地怨虞を扱い体の一部を切り離し黒い繊維状の触手で操ることができ、逆に切り離された体を繋げることもできる。
サソリ
砂隠れの抜け忍。セリフは無い。傀儡は山椒魚を使用。
小南
雨隠れの里の所属。戦闘で紙を用いた術を使う。
ペイン天道（長門）
小南同様、雨隠れの里の所属。暁のリーダーであり輪廻眼を持つ忍。セリフは無い。

#### 仮面の男
仮面の男 / 波風メンマ（なみかぜ メンマ）
声 - 竹内順子
月読世界に住む狐の面をかぶった謎の男。仮面の男（マダラ）と手を組み、木ノ葉隠れの里を壊滅状態に陥れた今作の黒幕。
その正体はナルトが誤解されていたメンマという月読世界のナルト。姿はナルトと瓜二つだが、闇に染まった影響か、髪の色が黒くなっていて（他に、ミナトのようにもみ上げが長く、目の下にはクマがあったり、頬の髭がナルトより多少濃いことなど）、性格も非常に残忍で凶悪である。ドラマCDによると、本来はミナトに似て優しい性格をしている様子。
最終決戦は黒九尾の封印を解いてナルトを襲うが、九尾の助力を得たナルトに敗北する。だが、元々九尾を捕えるのが目的だったマダラが彼に乗り移り、写輪眼を開眼して再びナルトを襲う。
『ROAD TO TENTEN』では、初めから金髪の姿で登場。ナルトと違い冷静な性格で、髪型がミナトに似ている。テンテンの様子が変であることに気付き、動向を探っていた。現実世界のナルトとの外見上の違いは上記の髪型の他、背中のマーク。
九尾の妖狐
メンマに封印されている魔獣。終盤登場し、現実世界の九尾の妖狐と戦う。本作ではメンマ同様、現実世界と比べて黒くなっているが、『ROAD TO TENTEN』では、現実世界同様の配色となっている。

九面獣
仮面の男（黒ナルト）が操る仮面を被っている獣。
天女
どこまでも伸びる羽衣で攻撃する。
北斗仙人、南斗仙人
それぞれ先端が、キツネの顔になっている杖を所持している。
金蛇
蛇のような外見をしている。
白虎、玄武、朱雀、青龍
それぞれ伝承上の四神のような外見をしているが、白虎はとても痩せていて、青龍はすきっ歯。
死神
刀のような武器を持っている。
九面子狐
九面獣そのものではないが、それぞれの九面獣の変化が解けた時に、どの九面獣もこの子狐になる。

#### 伝説の三忍と関係者
自来也
声 - 大塚芳忠
伝説の三忍。月読世界では予言の巻物「朱月の書」を里に持ち帰る途中に仮面の男に殺される。既に故人であるため、その人となりは不明だが、ミナトとの師弟関係は言及されている。
綱手
声 - 勝生真沙子
伝説の三忍の一人で、五代目火影。月読世界では眼鏡をかけており、仕事にも真面目で丁寧な言葉遣いで貧乳。また、背中の文字は現実世界の「賭」から「貯」に変わっている。
シズネ
声 - 根本圭子
綱手の秘書。月読世界では綱手とは逆に気が強く巨乳。黒くてキレやすいトントンを抱えている。
ガマブン太、ガマ力
声 - 中博史、桜井敏治
口寄せ蝦蟇。限定月読の世界では「朱月の書」の封印を守るトラップとして他の無数のガマ達と共に自来也に仕掛けられており、かかってしまったナルト達に攻撃を仕掛ける。
ガマブン太が咥えているのは煙管ではなく紙巻き煙草となっている。

#### 雨隠れの里
半蔵（はんぞう）
声 - 沢木郁也
『ROAD TO TENTEN』に登場。雨隠れの長。現実世界と違い、暁が戦場請負い集団となっている為生存している。
山椒魚
『ROAD TO TENTEN』に登場。現実世界と違い、炎を吐く山椒魚。

#### 雲隠れの里
二位ユギト
二尾・又旅の人柱力。仮面の男により尾獣を奪われた事がナルトとサクラに知らされる。
「雲隠れの人柱力」が襲われたという情報だったため、ナルトは当初キラービーが襲われたと考えたが、その後襲われたのは「女性」と判明する。
「女性の人柱力」「雲隠れの忍び」、描写される容姿から現実世界の二位ユギトに相当するキャラクターとわかるが、ナルトのように現実とは名前が違う場合も考えられる。

## 用語
限定月読（げんていつくよみ）の世界
原作において、マダラが実行しようとしている「月の眼計画」のために全世界に対してかけようとしている防御不能の大幻術「無限月読」の試作（外道魔像に封印されている一〜七尾の尾獣のチャクラを利用して編み出した術）として、ナルトとサクラを中心として限定的な発動を行うことにより生み出された架空の世界。
ナルトとサクラが術をかけられた時点で、一番願っていたことを元に生み出されており、生み出された時点では、マダラの意思も介在しているが、世界が固定化されるにつれ、マダラの意思で干渉出来なくなると述べており、最終的に直接介入が出来なくなった。
ナルトとサクラの願いを基本としているため、両者にとって表面的な不都合がない世界となっているが、同時に様々な矛盾（ナルトの出現前後のメンマの立ち位置）も生まれており、マダラは「ナルトとサクラの存在による世界の歪み」とのみ述べている。また、この世界の住人にとってはそれも当たり前であるため、違和感をもつ者は皆無であるが、イタチのみはその違和感をもっていたような描写（その違和感について、行動を起こす描写は無い）があり、マダラも厄介な奴と述べている。
朱月の書（しゅげつのしょ）
月読世界で猛威を振るう仮面の男を封印出来るとされる予言の巻物。自来也が死の際に複雑な術で封印していたため、誰にも手出し出来なくなっていた。これがナルトの勝利の鍵となった。

## スタッフ
- 原作/企画・ストーリー/キャラクターデザイン - 岸本斉史（集英社「週刊少年ジャンプ」連載）
- 監督 - 伊達勇登
- 脚本 - 宮田由佳
- キャラクターデザイン - 西尾鉄也、鈴木博文、山下宏幸
- プロップデザイン - 朝井聖子、石川準
- アクション監修/イメージボード - 高岡じゅんいち
- 絵コンテ - サトウシンジ、にいどめとしや、増田敏彦、香川豊、大森英敏、櫻井親良、黒津安明、伊達勇登
- 演出 - 水野和則、濁川敦、にいどめとしや、追崎史敏、玉田博
- 作画監督 - 大西雅也、清水義治、堀内博之、拙者五郎、櫻井親良、金塚泰彦、兵渡勝、堀越久美子、山下宏幸、浅野直之、大倉雅彦、福島秀機、山形孝二、大塚八愛、橋本浩一、藤田正幸、丸山修二、飯田宏儀
- 作画監督補佐 - Eum lk Hyun、Lee Sang Min、Park Hong Keun
- エフェクト作画監督 - 桝田浩史
- エフェクト作画監督補佐 - 橋本敬史、遠藤正明、高岡じゅんいち
- 美術監督 - 横松紀彦
- 美術監督補佐 - 清水友幸
- 色彩設計 - 川見拓也
- 撮影監督 - 松本敦穂
- 撮影助監督 - 木村伸夫
- 編集 - 森田清次、及川雪江、大野雄一
- 音楽 - 高梨康治、刃-yaiba-
- 音響監督 - えびなやすのり
- 録音演出 - 神尾千春
- 脚本協力 - 武上純希、彦久保雅博
- 制作デスク - 平川千輝、富岡亮
- 企画 - 川崎由紀夫、茨木政彦、本間道幸
- プロデューサー - 白石誠（テレビ東京）、朴谷直治（studioぴえろ）
- アソシエイトプロデューサー - 廣部琢之、上田憲伯、今井陽介
- アニメーション制作 - studioぴえろ
- 制作 - 劇場版NARUTO製作委員会（テレビ東京、集英社、studioぴえろ、アニプレックス、電通、バンダイ）
- 配給 - 東宝

## 主題歌
- ASIAN KUNG-FU GENERATION『それでは、また明日』

## 関連作品
ROAD TO NARUTO THE MOVIE / PROLOGUE OF ROAD TO NINJA
『ROAD TO NARUTO THE MOVIE NO.MOVIE9』は週刊少年ジャンプ2012年34号に掲載された劇場公開記念の外伝読切。映画前夜のエピソードで、ロック・リーの思い付きから皆で銭湯に行き、そこで起こる騒動を描いたエピソード。「NARUTO -ナルト-」第61巻をキャンペーン対象書店で購入するともらえる冊子『巻ノ忍』にも収録された。
アニメ『NARUTO -ナルト- 疾風伝』では2013年5月2日放送の第531話『PROLOGUE OF ROAD TO NINJA』にて、Blu-ray&DVD発売記念としてアニメ化。
ROAD TO SAKURA
アニメ『NARUTO -ナルト- 疾風伝』2012年7月26日放送。第491話『映画公開記念!「ROAD TO SAKURA」』として放送。劇場版と同時進行する特別編で、サクラが記憶喪失になってしまうエピソード。
ROAD TO GUYです! / 実録!木ノ葉の里の妄想映画祭です!
アニメ『NARUTO -ナルト- SD ロック・リーの青春フルパワー忍伝』2012年7月24日放送の第17話「ROAD TO GUYです!」および「実録!木ノ葉の里の妄想映画祭です!」。双方共に映画に関連したエピソードになっている。
ROAD TO CHARASUKE
BD/DVDの限定特典のドラマCD。限定月読にかかり、月読世界へ行ってしまったサクラが月読世界のサスケにあらゆる手を使って口説き落とそうとされ、それに協力する月読世界のヒナタ、それを阻止しようとする月読世界の猪鹿蝶トリオ（いの、チョウジ、シカマル）の様子が描かれたストーリー。
キャスト
うちはサスケ（声 - 杉山紀彰）
春野サクラ（声 - 中村千絵）
日向ヒナタ（声 - 水樹奈々）
山中いの（声 - 柚木涼香）
秋道チョウジ（声 - 伊藤健太郎）
奈良シカマル（声 - 森久保祥太郎）
ROAD TO TENTEN
アニメ『NARUTO -ナルト- 疾風伝』2015年9月3日放送。本作や上記作品とは違い限定月読ではなく無限月読の世界であるが、本作同様に「ROAD TO」が付けられ、原作とは性格の異なるキャラクターが登場する。

## 入場者特典
入場者特典DVD
『MOTIONCOMIC NARUTO-ナルト-』は原作者監修による、全国先着150万名限定の入場者限定特典のDVDコミック。同時にミラクルバトルカードダスも特典として付く。

## アトラクション
謎解き忍術バトルアトラクション『ROAD TO NANJA 暁のアジトに潜入せよ』
『ROAD TO NINJA -NARUTO THE MOVIE- in ナムコ・ナンジャタウン』はナムコ・ナンジャタウンで開催の2012年7月21日から9月2日までの期間限定アトラクション。

## テレビ放送
| 回数 | テレビ局   | 放送日        | 放送時間      | 放送分数 | 視聴率 |
| ---- | ---------- | ------------- | ------------- | -------- | ------ |
| 1    | テレビ東京 | 2015年1月1日  | 24:35 - 26:35 | 120分    | 2.1%   |
| 2    | テレビ東京 | 2015年8月23日 | 26:35 - 28:35 | 120分    | 0.9%   |

- 視聴率はビデオリサーチ調べ、関東地区・世帯・リアルタイム。